# 田辺都市圏
田辺都市圏（たなべとしけん）は、和歌山県田辺市を中心とした都市圏。
2012年3月に国土交通省近畿地方整備局がまとめた「近畿圏の広域連携に関する調査報告書（都市機能編）」では、周辺市町村との通勤・通学率（5％以上）を踏まえて田辺市のみからなる都市圏として設定されている。また、地方都市圏のうち、小都市圏（小集積型）の類型に分類されている。

## 都市雇用圏（10% 通勤圏）
金本良嗣・徳岡一幸によって提唱された都市圏。細かい定義等は都市雇用圏に則する。一般的な都市圏の定義については都市圏を参照のこと。
都市雇用圏（10% 通勤圏）の変遷
- 10% 通勤圏に入っていない自治体は、各統計年の欄で灰色かつ「-」で示す。

| 自治体 ('80) | 1980年                | 1990年                 | 2000年                 | 2005年                 | 2010年                 | 2015年                 | 自治体 （現在） |
| ------------ | --------------------- | ---------------------- | ---------------------- | ---------------------- | ---------------------- | ---------------------- | --------------- |
| 本宮町       | -                     | -                      | -                      | 田辺 都市圏 13万5116人 | 田辺 都市圏 13万4822人 | 田辺 都市圏 12万8161人 | 田辺市          |
| 中辺路町     | -                     | -                      | 田辺 都市圏 12万4453人 | 田辺 都市圏 13万5116人 | 田辺 都市圏 13万4822人 | 田辺 都市圏 12万8161人 | 田辺市          |
| 田辺市       | 田辺 都市圏 9万3668人 | 田辺 都市圏 11万3381人 | 田辺 都市圏 12万4453人 | 田辺 都市圏 13万5116人 | 田辺 都市圏 13万4822人 | 田辺 都市圏 12万8161人 | 田辺市          |
| 大塔村       | 田辺 都市圏 9万3668人 | 田辺 都市圏 11万3381人 | 田辺 都市圏 12万4453人 | 田辺 都市圏 13万5116人 | 田辺 都市圏 13万4822人 | 田辺 都市圏 12万8161人 | 田辺市          |
| 上富田町     | 田辺 都市圏 9万3668人 | 田辺 都市圏 11万3381人 | 田辺 都市圏 12万4453人 | 田辺 都市圏 13万5116人 | 田辺 都市圏 13万4822人 | 田辺 都市圏 12万8161人 | 上富田町        |
| 南部町       | 田辺 都市圏 9万3668人 | 田辺 都市圏 11万3381人 | 田辺 都市圏 12万4453人 | 田辺 都市圏 13万5116人 | 田辺 都市圏 13万4822人 | 田辺 都市圏 12万8161人 | みなべ町        |
| 白浜町       | -                     | 田辺 都市圏 11万3381人 | 田辺 都市圏 12万4453人 | 田辺 都市圏 13万5116人 | 田辺 都市圏 13万4822人 | 田辺 都市圏 12万8161人 | 白浜町          |
| 日置川町     | -                     | -                      | 田辺 都市圏 12万4453人 | 田辺 都市圏 13万5116人 | 田辺 都市圏 13万4822人 | 田辺 都市圏 12万8161人 | 白浜町          |
| 南部川村     | -                     | -                      | -                      | 田辺 都市圏 13万5116人 | 田辺 都市圏 13万4822人 | 田辺 都市圏 12万8161人 | みなべ町        |
| すさみ町     | -                     | -                      | -                      | -                      | 田辺 都市圏 13万4822人 | 田辺 都市圏 12万8161人 | すさみ町        |

- 2004年10月1日 - 日高郡南部町、南部川村が合併しみなべ町が発足。
- 2005年5月1日 - 田辺市、日高郡龍神村、西牟婁郡中辺路町、大塔村、東牟婁郡本宮町が合併し、新・田辺市が発足。
- 2006年3月1日 - 西牟婁郡白浜町、日置川町が合併し、新・白浜町が発足。